# Apollo: Atmospheres and Soundtracks
Apollo: Atmospheres and Soundtracks è il nono album in studio del musicista britannico Brian Eno, pubblicato nel 1983 dalla E.G. Records.
Per la realizzazione dell'album, Eno venne aiutato dal fratello Roger e da Daniel Lanois. La musica di Apollo venne originalmente registrata nel 1983 per l'omonimo documentario sulla missione Apollo della Nasa (che verrà più tardi rinominato For All Mankind), diretto da Al Reinert.

## L'album
Apollo presenta diversi stili musicali. Le tracce Under Stars, The Secret Place, Matta, Signals, Under Stars II e Stars rimandano alle atmosfere dark ambient del precedente album di Eno Ambient 4: On Land. An Ending (Ascent), Drift e Always Returning sono tracce elettroniche più uniformi. La presenza di una chitarra su Silver Morning, Deep Blue Day e Weightless rende queste tracce influenzate dalla musica country (questo genere, spesso ascoltato da Eno alla radio quando era bambino, è stato spesso usato in alcune occasioni dallo stesso per "dare l'impressione di uno spazio senza peso").1
Under Stars è un tema ricorrente dell'album: la sua prima versione è una traccia ambient accompagnata da una chitarra trattata. Under Stars II è la stessa composizione, ma presenta un diverso trattamento degli effetti sonori, mentre Stars segue gli stessi criteri di quelle due tracce senza l'accompagnamento della chitarra.
Descrivendo la realizzazione dell'album, Eno dichiarò:2
e ammise inoltre:3

## L'influenza nella cultura di massa
Le musiche dell'album vennero adoperate nei film 28 giorni dopo, Drive, Traffic e Trainspotting. La traccia An Ending (Ascent) venne campionata nei brani Hear Me Out del duo elettronico Frou Frou, Forgive di Burial e venne riprodotta durante la cerimonia di apertura delle Olimpiadi di Londra del 2012.

## Tracce
Testi e musiche di Brian Eno, eccetto dove indicato.
1. Under Stars – 4:25 (composta assieme a Daniel Lanois)
2. The Secret Place – 3:27 (composta da Lanois e arrangiata da Brian Eno)
3. Matta – 4:14
4. Signals – 2:44 (composta assieme a Lanois)
5. An Ending (Ascent) – 4:18
6. Under Stars II – 3:15 (composta assieme a Lanois)
7. Drift – 3:03 (composta assieme a Roger Eno)
8. Silver Morning – 2:35 (composta da Lanois)
9. Deep Blue Day – 3:53 (composta assieme a Lanois e Roger Eno)
10. Weightless – 4:28 (composta assieme a Lanois e Roger Eno)
11. Always Returning – 3:49 (composta assieme a Roger Eno)
12. Stars – 7:57 (composta assieme a Lanois)

## Formazione
- Brian Eno – sintetizzatore, tastiera, arrangiamenti
- Roger Eno – produzione
- Daniel Lanois – chitarra, ingegnere del suono